# 福田千惠
福田 千惠（ふくだ せんけい、1946年11月21日 - ）は、日本画家、日本藝術院会員。東京都葛飾区東立石出身。本名は千恵子。
「けい」の字は「恵」ではなく「惠」。
葛飾区立川端小学校、武蔵野美術大学卒。佐藤太清に師事。1981年日展特選、1996年日展会員賞、1999年日展文部大臣賞。2006年「ピアニスト」で日本芸術院賞。日展理事。2009年芸術院会員。2012年葛飾区名誉区民。2024年、旭日中綬章受章。